# Delapparentia
Delapparentia is een geslacht van plantenetende ornithischische dinosauriërs, behorend tot de groep van de Euornithopoda, dat tijdens het vroege Krijt leefde in het gebied van het huidige Spanje. De enige benoemde soort is Delapparentia turolensis.

## Vondst en naamgeving
In de lente van 1958 vond amateurpaleontoloog José María Herrero Marzo in de nabijheid van Galve wat botten van een dinosauriër. Op 11 augustus schreef hij daar een artikel over in de plaatselijke krant en dat trok de aandacht van professor Dimas Femández-Galiano. Op 25 september 1958 begon deze, daarbij geholpen door een team van de Universiteit van Utrecht onder leiding van Ralph von Koenigswald, de resten bij de vindplaats La Maca 3 op te graven en die werden opgeslagen in het Museo Provincial de Teruel. Fémandez-Galiano was zelf geen expert op het gebied van dinosauriërs en dus werd de hulp ingeroepen van een Franse priester, Albert-Félix de Lapparent, die de vondsten in 1959 samen met zijn assistent Yves Derréal bestudeerde. In 1960 wees de Lapparent de botten, in de eerste monografie die ooit aan Spaanse dinosauriërs gewijd was, toe aan de soort Iguanodon bernissartensis, beter bekend van de beroemde vondsten uit België.
In die tijd was het nog de gewoonte om alle iguanodontoïde materiaal uit Spanje bij al benoemde soorten uit de rest van Europa onder te brengen. Begin eenentwintigste eeuw echter kwam José Ignacio Ruiz-Omeñaca tot de conclusie dat de Spaanse fauna in die tijd toch duidelijk gescheiden was met eigen soorten, vanwege een relatieve isolatie van Iberia. In 2006 benoemde hij in zijn proefschrift de resten als een nieuwe soort: Delapparentia turolensis. De geslachtsnaam eert de Lapparent. Ruiz-Omeñaca was eerst van plan geweest het geslacht "Lapparentia" te noemen maar ontdekte dat de naam al bezet was door echte Lapparentia Berthelin 1886, een slak. De soortaanduiding verwijst naar de provincie Teruel vanuit de oude Latijnse naam daarvoor: Turia. Teruel was daarbij de naam van het tijdschrift waarin de Lapparent in 1960 publiceerde. Het nomen ex dissertatione uit 2006 geldt echter niet als gepubliceerd volgens de regels van de ICZN. Pas in 2011 publiceerde Ruiz-Omeñaca een artikel waarin de soort geldig benoemd werd.
Het typespecimen is gevonden in lagen van de Camarillasformatie die dateert uit het vroege Barremien, ongeveer 130 miljoen jaar oud. Het bestaat uit een gedeeltelijk skelet zonder schedel van een volwassen dier. De botten zijn over twee instituten verspreid geraakt en daarom is er niet één enkel inventarisnummer als holotype; Ruiz-Omeñaca zag ervan af ze officieel als een reeks syntypen aan te wijzen. De meeste hebben de beginaanduiding MPT/I.G. voor "Museo Provincial de Teruel, Iguanodon, Galve". Bewaard zijn gebleven: vier halswervels, twee sacrale wervels, veertien staartwervels, achtentwintig werveluitsteeksels (neurapofysen), vijf chevrons, talloze verbeende pezen, veertien ribben, een linkerdarmbeen en een linkerschaambeen. Verder wees Ruiz-Omeñaca nog eens twee wervelbogen en wat fragmentarische botten die de Lapparent per abuis aan de sauropode Aragosaurus had toegeschreven aan Delapparentia toe: een stuk sacrum, twee ribben, een zitbeen en een processus praepubicus. In 2015 werden nog een draaier en een schouderblad toegewezen.

## Beschrijving
Delapparentia is een vrij groot geslacht. Ruiz-Omeñaca schatte hem op 15 % langer dan Iguanodon bernissartensis zodat de lichaamslengte uitkwam op tien meter, het gewicht op drieënhalve ton. Het darmbeen heeft een lengte van achtenzeventig centimeter. Ondanks de grootte is de soort relatief elegant gebouwd.
Ruiz-Omeñaca wist in 2011 enkele onderscheidende eigenschappen vast te stellen: in de achterste ribben zijn het capitulum costae, de ribkop, en het tuberculum costae, het gewrichtsfacet met het zijuitsteeksel van de wervel, lang, onvergroeid en parallel lopend; de borstribben of sternale ribben zijn verbeend; het voorblad van het darmbeen is recht en dwars afgeplat. Verder toont de soort nog een unieke combinatie van eigenschappen: de ribben zijn gepneumatiseerd met foramina pneumatica, openingen; het zitbeen is groot ten opzichte van het darmbeen.
In 2015 echter, kwam een nieuwe studie tot de conclusie dat al deze kenmerken niet diagnostisch waren of zelfs gebaseerd op een foute interpretatie van het materiaal. Bij de achterste riben bleek het capitulum wel degelijk vergroeid met het zijuitsteeksel van de wervel, een teken dat het om een oud dier gaat. De verbeende sternale ribben zijn in feite niet uitzonderlijk en ook aangetroffen bij nauwe en minder nauwe verwanten als Mantellisaurus, Iguanodon, Dryosaurus, Camptosaurus en Zalmoxes. Het voorblad van het darmbeen bleek een nog vreemdere vorm te hebben dan eerder gedacht, waarin de zijwand door een draaiing om de lengteas de bovenkant wordt welke draaiing recht boven het aanhangsel voor het schaambeen stopt, maar deze morfologie is ook gemeld bij Barilium.
De studie slaagde er echter in nieuwe onderscheidende kenmerken te ontdekken. Eén daarvan is een echte autapomorfie, unieke afgeleide eigenschap: het doornuitsteeksel van de tweede halswervel, de draaier, is hoog, i.c. de hoogte ervan gemeten vanaf de basis van het achterste gewrichtsuitsteeksel is meer dan de helft van de hoogte van de wervelboog. Verder is er een unieke combinatie van op zich niet unieke eigenschappen. De zijwand van het voorblad van het darmbeen draait naar voren toe zo om de lengteas dat hij de bovenkant wordt. In zijaanzicht is in de inkeping tussen het voorblad van het darmbeen en het aanhangsel voor het schaambeen de rand van de eerste dorsosacrale rib zichtbaar. De bovenrand van het darmbeen loopt in zijaanzicht vrijwel recht tussen de voorste punt van het voorblad en een punt boven het aanhangsel voor het zitbeen. Bij de voorste staartwervels zijn de wervellichamen hoger dan breed. De doornuitsteeksels van de staartwervels zijn langwerpig, hellen naar achteren en zijn overdwars verbreed. De processus praepubicus is verbreed maar helemaal vooraan lopen de bovenrand en onderrand weer naar elkaar toe, waarbij de onderrand een holler profiel heeft dan de bovenrand.
In 2017 concludeerde een studie echter dat gezien de individuele variatie binnen het materiaal van Iguanodon bernissartensis, Delapparentia daar toch niet van kan worden onderscheiden.
De overeenkomsten met Barilium hebben de vraag opgeroepen of Delapparentia daar niet simpelweg een jonger synoniem van is waarbij dan één populatie Iberia en Engeland bewoond zou hebben. Afgezien van de afwijkende ouderdom echter, zijn er ook duidelijke verschillen tussen beide taxa. Barilium mist de kiel onder de voorste ruggenwervels, heeft afgeplatte voorste staartwervels en heeft een ander profiel in het midden van het schaambeen.
Het doornuitsteeksel van de draaier heeft een unieke bouw. Het is niet alleen hoog met zo'n tien centimeter maar toont ook de opvallende combinatie van een sterk bol profiel, een achterwaarts geplaatste punt zonder uitholling in de achterrand, een extra uitsteeksel of epipofyse aan iedere zijde achteronder de punt en een extra verdikking op de beenranden tussen de epipofyse en de postzygapofyse, het achterste gewrichtsuitsteeksel.

## Fylogenie
Ruiz-Omeñaca plaatste Delapparentia basaal in de Iguanodontoidea. Zijn positie in de stamboom moet dicht bij die van Iguanodon zelf gelegen hebben. De gelijkenis met de kleinere Dollodon, ook een soort met een ronde processus praepubicus, recht voorblad van het darmbeen en hoge doornuitsteeksels, vormde een zwakke aanwijzing dat die positie meer afgeleid was.
In 2015 echter wees een exacte cladistische analyse uit dat Delapparentia juist basaler was, dichter bij Barilium, Kukufeldia en Lanzhousaurus in de stamboom staand. De precieze verwantschappen tussen de vier taxa konden niet worden vastgesteld.